# デイヴィッド・エディングス
デイヴィッド・エディングス（David Eddings, 1931年7月7日 - 2009年6月2日）は、アメリカ合衆国のファンタジー作家。ワシントン州スポケーン生まれ。リード大学、ワシントン大学を卒業。アメリカ陸軍及びボーイング社勤務を経て作家業に入る。2009年6月2日ネバダ州カーソンシティの自宅で死去。

## 略歴
1973年、冒険小説「High Hunt」でデビュー。
1982年、『ベルガリアード物語』の出版を開始し、エピック・ファンタジーの書き手として一躍ベストセラー作家となる。
妻のリー・エディングスとの共著であることを明らかにし、「魔術師ベルガラス」「女魔術師ポルガラ」「ドラル国戦記」ではデイヴィッド&リー・エディングスとしている。
ファンタジー作品では、神と人が共存（もしくは神が何らかの形で人に干渉）する世界を舞台にした物語を描いている。
2007年に妻リー・エディングスを喪う。

## 作品リスト

### ベルガリアード物語／マロリオン物語
ベルガリオン（ガリオン）、ポルガラ、ベルガラスの物語。

#### ベルガリアード物語（The Belgariad）
- 予言の守護者（Pawn of Prophecy）
- 蛇神の女王（Queen of Sorcery）
- 竜神の高僧（Magician's Gambit）
- 魔術師の城塞（Castle of Wizardry）
- 勝負の終り（Enchanters' End Game）

#### マロリオン物語（The Malloreon）
- 西方の大君主（Guardians of the West）
  - 西方の守護者/熊神教徒の逆襲（旧版）
- 砂漠の狂王（King of the Murgos） 
  - マーゴスの王/禁じられた呪文（旧版）
- 異形の道化師（Demon Lord of Karanda）
  - 疫病帝国/カランダの魔神（旧版）
- 闇に選ばれし魔女（Sorceress of Darshiva）
  - メルセネの錬金術師/ダーシヴァの魔女（旧版）
- 宿命の子ら（The Seeress of Kell）
  - ケルの女予言者/宿命の戦い（旧版）

#### 関連書
- 魔術師ベルガラス（Belgarath the Sorcerer）（日本語版では3分冊された）
  - 銀狼の花嫁
  - 魔術師の娘
  - 王座の血脈
- 女魔術師ポルガラ（Polgara the Sorceress）（日本語版では3分冊された）
  - 運命の姉妹
  - 貴婦人の薔薇
  - 純白の梟
- The Rivan Codex（日本語版未刊）

### エレニア記／タムール記
騎士スパーホーク（Sparhawk）の物語。

#### エレニア記（The Elenium）
- 眠れる女王（The Diamond Throne） 
  - ダイヤモンドの玉座（上巻）／旧版
- 水晶の秘術（The Diamond Throne） 
  - ダイヤモンドの玉座（下巻）／旧版
- 四つの騎士団（The Ruby Knight） 
  - ルビーの騎士／旧版
- 永遠の怪物（The Ruby Knight） 
  - ルビーの騎士／旧版
- 聖都への旅路（The Sapphire Rose） 
  - サファイアの薔薇（上巻）／旧版
- 神々の約束（The Sapphire Rose） 
  - サファイアの薔薇（下巻）／旧版

#### タムール記（The Tamuli）
- 聖騎士スパーホーク（Domes of Fire）
- 炎の天蓋（上書の分巻）
- 青き薔薇の魔石（The Shining Ones）
- 暗黒の魔術師（上書の分巻）
- 冥界の魔戦士（The Hidden City）
- 天と地の戦い（上書の分巻）

### ドラル国戦史(The Dreamers)
4人の夢見人と、彼らを育てる4人の神の物語
- 四方を統べる神(The Elder Gods)
- 蛇民の兵団（上書の分巻）
- 神託の夢(The Treasured One)
- 峡谷の昆虫人（上書の分巻）
- 水晶砦の攻防(Crystal Gorge)
- 不死なる侵略者（上書の分巻）
- 高峰の決戦(The Younger Gods)
- 新しき神々（上書の分巻）

### アルサラスの贖罪(The Redemption of Althalus)
（日本語版では3分冊された）
- アルサラスの贖罪 黒猫の家
- アルサラスの贖罪 女王と軍人
- アルサラスの贖罪 善と悪の決戦

### その他
- The Losers （日本語版未刊）
- High Hunt （日本語版未刊）
- Regina's Song （日本語版未刊）